# Cinara laricifoliae
Cinara laricifoliae är en insektsart som först beskrevs av Wilson 1915.  Cinara laricifoliae ingår i släktet Cinara och familjen långrörsbladlöss. Inga underarter finns listade i Catalogue of Life.